# 캐슬바니아: 어둠의 유산
《캐슬바니아: 어둠의 유산》(Castlevania: Legacy of Darkness)은 코나미가 발매한 1999년 액션 어드벤처 플랫폼 게임이다. 닌텐도 64 기종으로만 개발됐으며, 북미 지역에서 1999년 11월 30일 처음 출시됐다. 일본에선 《악마성 드라큘라 묵시록 외전: 레전드 오브 코넬》(悪魔城ドラキュラ黙示録 外伝 〜レジェンド オブ コーネル〜)이란 제목으로 발매됐다.
같은 기종으로 1999년 초에 발매했던 《캐슬바니아》의 확장판으로, 원작의 내용을 모두 수록하고 새로운 주인공 코넬의 이야기도 포함됐다. 그래픽이 향상되고 레벨이 바뀐 등 원작을 여러 면에서 개선한 작품이다.